# 津福バイパス
津福バイパス（つぶくバイパス）は、福岡県久留米市荒木町から梅満町に至る、国道209号のバイパスである。

## 概要
久留米市の渋滞解消を目的に事業化された。それまでの国道209号区間は交通量が非常に多いにもかかわらず、2車線道路であり、しかも西鉄天神大牟田線とJR久大本線の踏切をまたがなければならず、慢性的な渋滞を引き起こしていた。そのため、この区間を迂回する4車線のバイパス道路として建設された。
現在は西鉄天神大牟田線が高架化されており、旧道区間では久大本線の踏切のみとなっている。一方、津福バイパスは久大本線をオーバークロスしたあとすぐに、西鉄天神大牟田線の高架下を潜る。
このバイパスが建設され、野伏間交差点下り（久留米市街）方面は交差点の先で車線数が増えるにもかかわらず、渋滞は解消していない。上津藤光バイパスへ右折する車が多いにもかかわらず、右折車線が短く、直進車も待たされるためである。

### 路線データ
- 距離：2.5 km
- 起点：久留米市荒木町（野伏間交差点：福岡県道89号瀬高久留米線終点、上津藤光バイパス終点）
- 終点：久留米市梅満町（六反畑交差点：旧国道209号交点）
- 幅員：30.0 m
- 制限速度：50 km/h

## 歴史
- 1970年 : 事業化
- 1971年 : 用地買収に着手
- 1999年3月31日 : 久留米市津福本町 - 梅満町間0.5 kmを2車線道路として暫定開通。
- 2003年4月20日 : 久留米市荒木町 - 津福今町間0.9 kmを2車線道路として暫定開通。
- 2005年12月10日 : 起点側の一部区間を除き、4車線道路として開通。

## 接続路線
- 旧国道209号
- 福岡県道89号瀬高久留米線
- 都市計画道路東合川野伏間線（上津藤光バイパス）
- 福岡県道755号安武本国分線

## 周辺情報
- 西日本鉄道天神大牟田線聖マリア病院前駅
- 聖マリア病院